# Ilja Braun

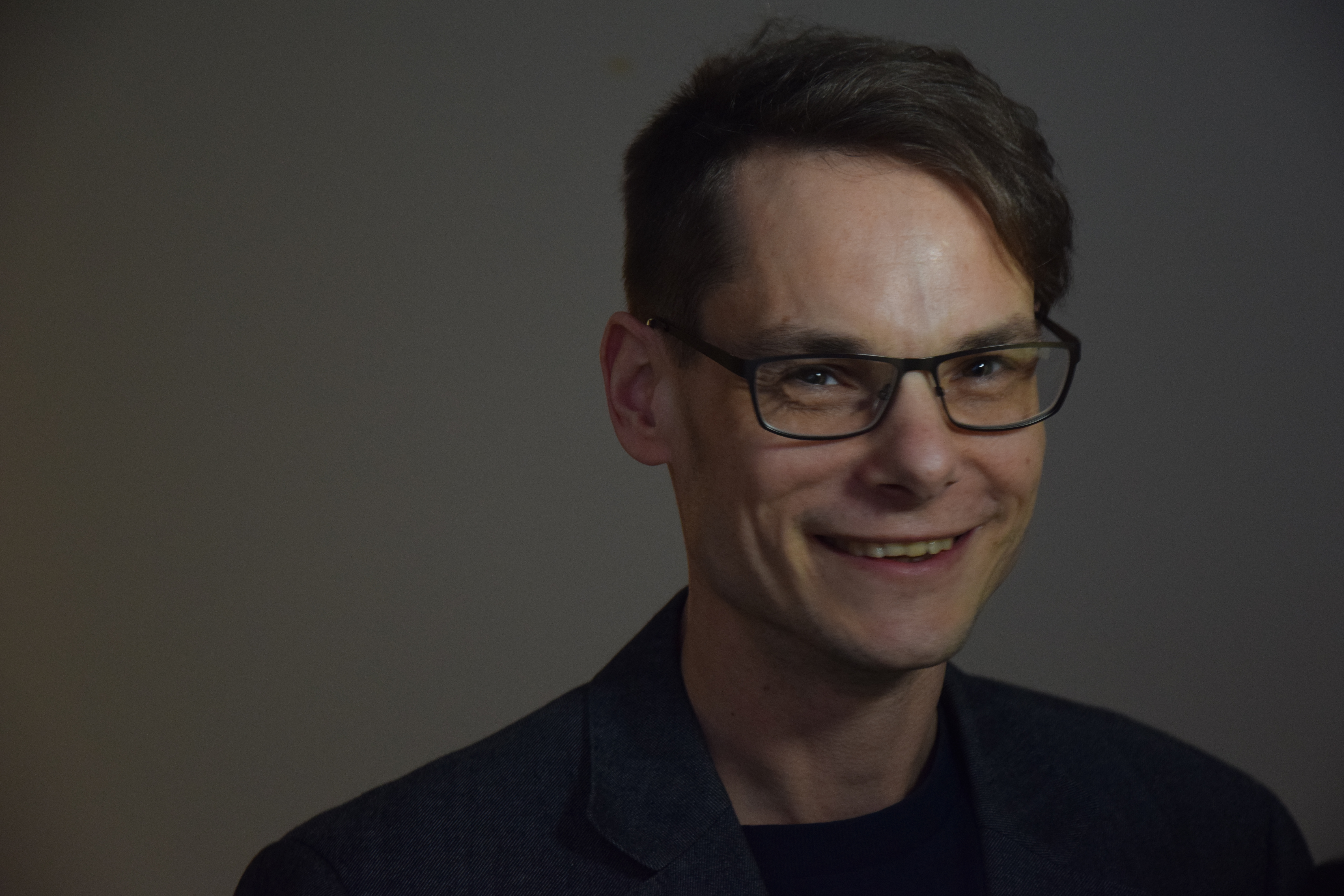
Ilja Braun (2015)

Ilja Braun (* 23. Dezember 1970 in Wolfsburg) ist ein deutscher Journalist und Übersetzer.

## Leben
Ilja Braun studierte von 1993 bis 1999 Germanistik, Anglistik und Filmwissenschaft in Erlangen, Glasgow und Berlin. 2000/2001 absolvierte er ein Volontariat im Verlag Kiepenheuer & Witsch; anschließend war er freier Verlagslektor. Heute verfasst er Beiträge für Zeitungen, Zeitschriften, Rundfunksender und Internetseiten, vor allem zu den Themengebieten Internet und Urheberrecht, u. a. als Redaktionsmitglied von carta.info und (vormals) iRights.info. In der 17. Wahlperiode des deutschen Bundestags (2009–2013) war Braun Referent der Linksfraktion.
Ilja Braun, der in Köln lebt, übersetzt außerdem Belletristik und Sachbücher aus dem Englischen und Niederländischen ins Deutsche.
Er ist Mitglied im Verband deutschsprachiger Übersetzer literarischer und wissenschaftlicher Werke, VdÜ, im Verband der Freien Lektorinnen und Lektoren sowie im Berufsverband Freischreiber.

## Werke
- Grundeinkommen statt Urheberrecht? Bielefeld 2014

## Herausgeberschaft
- Richard Leising: Van de snelle man, Amsterdam 2001

## Übersetzungen
- Stefan Brijs: Der Engelmacher, München 2007
- Marja Brouwers: Himmel und Hölle, München 2008
- Tess Franke: Auf Leben und Tod, Berlin 2007
- Bonnie Gabriel: Worte der Lust, Berlin 2006
- Toine Heijmans: Irrfahrt, Zürich [u. a.] 2012
- Steve Hely: Die Wette, Hamburg 2009 (übersetzt zusammen mit Jochen Schwarzer)
- Eve Eschner Hogan: 1000 Fragen, die Liebe betreffend, Berlin 2005
- Wilfried de Jong: Ein Mann und sein Rad, Bielefeld 2014
- Ilse Nackaerts: Küssen für Fortgeschrittene, München 2008
- Ilse Nackaerts: Liebe von A bis Z, Heidelberg 2007
- Tom Reynolds: I hate myself and want to die, Berlin 2006
- Paul Saltzman: Die Beatles in Indien, Berlin 2005
- Joost Smiers: No copyright, Berlin [u. a.] 2012
- Eva Maria Staal: Die Waffenhändlerin, Zürich [u. a.] 2013
- Frédéric Tonnon: ABBA, Berlin 2005
- Sana Valiulina: Didar & Faruk, München 2007
- Esther Verhoef: Der Geliebte, München 2009
- Esther Verhoef: Verschleppt, München 2012
- Esther Verhoef: Verstoßen, München 2011